# مانیا اکبری
مانیا اکبری (زاده ۱۳۵۳ در تهران) کارگردان، نویسنده، تهیه‌کننده فیلم و هنرپیشه زن ایرانی است. نام او بیشتر با بازی در فیلم ده به کارگردانی عباس کیارستمی به‌طور جدی در سینمای ایران مطرح شد. این فیلم در همان سال در بخش اصلی جشنواره بین‌المللی فیلم کن شرکت کرد.
مانیا از سال ۱۳۷۰ خورشیدی به عنوان نقاش نمایشگاه‌های بی‌شمار داخلی و خارجی، گروهی و انفرادی داشت. سپس در زمینه دستیار کارگردان و فیلمبرداری مستند «پیر حرا» و «برگ سبز» در کنار مهوش شیخ السلامی تجربه کسب کرد. او فیلم‌های «ده به اضافه چهار» و «بیست انگشت» را که در چندین جشنواره خارجی نمایش داده شده‌اند، کارگردانی کرده‌است. مانیا در سال ۱۳۹۰ در میانهی کارگردانی فیلم «زنها پستان ندارند» به دلیل بسته بودن فضای اجتماعی - سیاسی، از ایران خارج شد. پس از خروج از ایران و حضور در شبکه بی‌بی‌سی فارسی، توسط بسیاری از رسانه‌های داخلی مورد انتقاد قرار گرفت و اتهام سازنده فیلم‌های بی‌محتوا را به او زدند. مانیا در گفتگو با یک روزنامه ترکی مدعی شد که می‌خواهد فیلمی ۹۰ دقیقه‌ای با یک صحنه را بسازد.

## زندگی حرفه‌ای

### آغاز
مانیا کار هنری خود را از سال ۱۳۷۰ با نقاشی آغاز کرد. او از همین سال، نقاشی‌های خود را در نمایشگاه‌های داخلی و خارجی به صورت انفرادی و گروهی به نمایش می‌گذاشت.

### هنرپیشگی
او با بازی در فیلم ده ساخته عباس کیارستمی در سال ۱۳۸۰ وارد دنیای سینما شد. او در این فیلم، بخش‌هایی از زندگی واقعی خود را به همراه پسرش امین ماهر و خواهرش رؤیا اکبری جلوی دوربین اجرا کرد. مانبا اکبری در سال ۱۳۸۲ فیلم مستند «بلور» را ساخت. پس از آن در سال ۱۳۸۳ نخستین فیلم سینمایی بلندش را به نام «بیست انگشت» کارگردانی، نویسندگی و بازیگری کرد. گفته می‌شود این فیلم نخستین فیلم تابو شکن پس از انقلاب ۱۳۵۷ ایران است که مستقیم و بی‌پروا به مسائل جنسی، عاطفی و احساسی و روانشناسی بین زن و مرد در جامعه ایران می‌پردازد. فیلم بیست انگشت در بخش دیجیتال جشنواره فیلم ونیز در سال ۲۰۰۴ شرکت کرد و جایزه بهترین فیلم این بخش را دریافت کرد. مانیا نخستین فیلم‌ساززن تاریخ سینمای ایران بود که این جایزه را دریافت کرد. این فیلم در بیش از ۴۰ جشنواره بین‌المللی شرکت داشت و پنج جایزه مهم بین‌المللی را دریافت کرد.
اکبری از سال ۱۳۸۳ تا ۱۳۸۶ شش ویدئو آرت کوتاه به نام‌های «خود، سرکوب، گناه، فرار، ترس و تخریب» که در تعداد زیادی جشنواره‌های غربی از جمله جشنواره فیلم لوکارنو و موزه‌هایی مانند «تیت» لندن شرکت داشتند.

### خروج از ایران
پس از درگیری‌های داخلی ایران در سال ۱۳۸۹ مانیا یک مستند تلویزیونی در مورد اعدام بهنود شجاعی به نام «سی دقیقه مانده به شش» ساخت. در همان سال او سومین فیلم بلند را به نام « یک، دو، یک » به پایان رساند که در بسیاری از جشنواره‌های جهانی حضور داشت. مانیا همچنین در سال ۱۳۹۰ فیلم «زنها پستان ندارند» را کارگردانی، نویسندگی و بازیگری کرد. در هنگام ساخت این فیلم در ایران تعدادی فیلمساز دستگیر شدند. بسته‌تر شدن فضای سینما او را از نوع بیانش دور می‌کرد. او در نهایت همراه با فیلم جدید خود «زنها پستان ندارند» ایران را ترک کرد. مانیا ادامه فیلم را در سال ۱۳۹۱ در لندن به پایان رساند. اکبری همچنین نام فیلم را به «از تهران تا لندن» تغییر داد. در آغاز، این فیلم ۷۰ دقیقه داشت اما بعد به ۴۵ دقیقه کاهش پیدا کرد. در همین سال او پس از ترک ایران یک ویدئو ارت ۳ دقیقه‌ای به نام «در کشور من مردها سینه دارند» را ساخت.
برخی منتقدان در ایران مانیا اکبری را به عنوان هنرمند زنی می‌شناسند که با عصیان‌ها و شجاعت و جسارت، تصاویر و افکار ذهنی خود را در جامعه اسلامی بی‌پروا مطرح می‌کند. او را جزو هنرمندان تابوشکن و ساختارشکن می‌دانند.

### ۴+ ۱۰
فیلم «۴+۱۰» به جشنواره کن راه یافت و در برنامه‌های اتحادیه پخش فیلم مستقل (اسید) به عنوان فیلم آغازین انتخاب شد. او فیلم ۴+۱۰ را به پیشنهاد عباس کیارستمی در ادامه فیلم "۱۰" ساخت.
مانیا در این فیلم به تجربه‌های شخصی خودش اشاره داشت. او به علت بیماری سرطان، تجربه متفاوتی را در رابطه با مرگ و زندگی پشت سر گذاشته‌است. این فیلم در موزه هنرهای زیبای بوستون ایالات متحده آمریکا نیز به نمایش درآمد.

## سرطان سینه
مانیا در سال ۱۳۸۶ دچار بیماری سرطان سینه شد. گفته می‌شود فیلم ۴+۱۰ شرح دوران بیماری مانیا اکبری است. خودش معتقد است که، شاید اگر این فیلم ساخته نمی‌شد، من خوب نمی‌شدم.
پس از مبتلا شدن و درمان شدنش از بیماری سرطان، بارها نمایشگاه‌های جمعی و فردی برای حمایت از بیماران سرطانی را دایر کرد. مانیا به همراه بیش از ۱۲۰ هنرمند با حراج آثار خود به یاری بیماران سرطانی شتافتند.

## نامه سرگشاده
مانیا اکبری برای دومین بار با نوشتن نامه‌ای سرگشاده خطاب به علیرضا سجادپور رئیس اداره کل نظارت و ارزشیابی، خواستار رسیدگی به وضعیت فیلمش به نام «یک، دو، یک» شد.

## فیلم‌شناسی

### بازیگری
- ده (۱۳۸۰)
- بیست انگشت (۱۳۸۳)
- در کشور من مردان سینه دارند (۱۳۹۱) (فیلم کوتاه)
- از تهران تا لندن (۱۳۹۱)[۹]

### کارگردانی
- بلور (۱۳۸۲)
- بیست انگشت (۱۳۸۳)
- ده به اضافه چهار (۱۳۸۶)
- سی دقیقه مانده به شش (۱۳۸۹)
- یک، دو، یک (۱۳۸۹)[۱۰]
- در کشور من مردان سینه دارند (۱۳۹۱) (فیلم کوتاه)
- سی دقیقه مانده به شش صبح
- از تهران تا لندن (۱۳۹۱)[۹]
- زندگی شاید (۱۳۹۳) (فیلم مستند) (با همکاری مارک کازن، فیلمساز بریتانیایی)[۹]
- لیبیدیو (۱۳۹۶) (فیلم مستند)
- ماهی برای پدرم (۱۳۹۶)
- ویدئوآرت «من شبیه ترم به شما»[۱۱]
- فیلم مستند بلند ۱۰۰۴[۱۲]

## جوایز
- مانیا دومین جایزه را برای فیلم ده + چهار گرفت. جایزه نخست نانت فرانسه و جایزه بهترین فیلم و بهترین کارگردانی از جشنواره کرالای هند را به‌طور مشترک با یک کارگردان آرژانتینی دریافت کرد.
- فیلم «۴+۱۰» ساخته مانیا اکبری در جشنواره فیلم «دیپالما» که در جزایر قناری برگزار شده‌است، جایزه بهترین بازیگر جشنواره را دریافت کرد. این فیلم همچنین جوایز بهترین فیلم منتخب داوران جوان جشنوارهٔ «سه قاره نانت»، بهترین فیلم و بهترین کارگردانی جشنواره کرالا هند و جایزه ویژه جشنواره زنان ترکیه را دریافت کرده‌است.[۱۱]
- جایزه جشنواره فیلم ونیز ۱۳۸۳ برای فیلم بیست انگشت
- جایزه بهترین کارگردانی و بازیگری جشنواره فیلم بارسلونا، جایزه جشنواره نانت فرانسه برای مستند ۱۰۰۴
- جایزه فیلم منتخب تماشاگران جوان بیست و نهمین جشنواره سه قاره نانت فرانسه برای فیلم ۴+۱۰

## کتاب
مانیا اکبری از سال ۱۳۹۱ نزدیک به سی طرح فیلم و داستان کوتاه نوشته‌است که به نام «داستان‌هایی بدون دکوپاژ» توسط نشر نوگام منتشر شدند.

## نگارخانه

آبان ۱۳۹۲
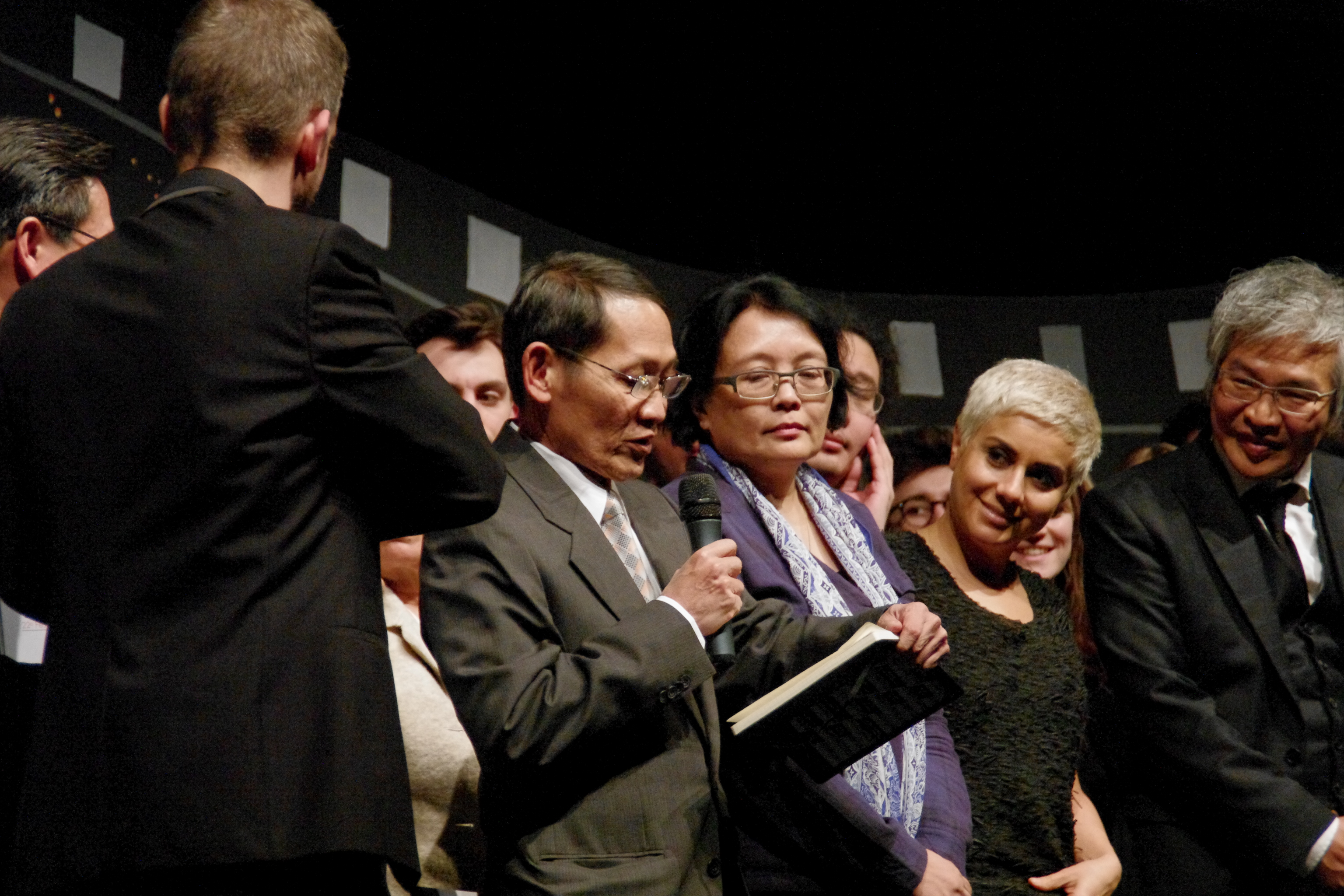
در ۲۸مین جشنواره بین‌المللی فیلم سائو پائولو آبان ۱۳۹۲
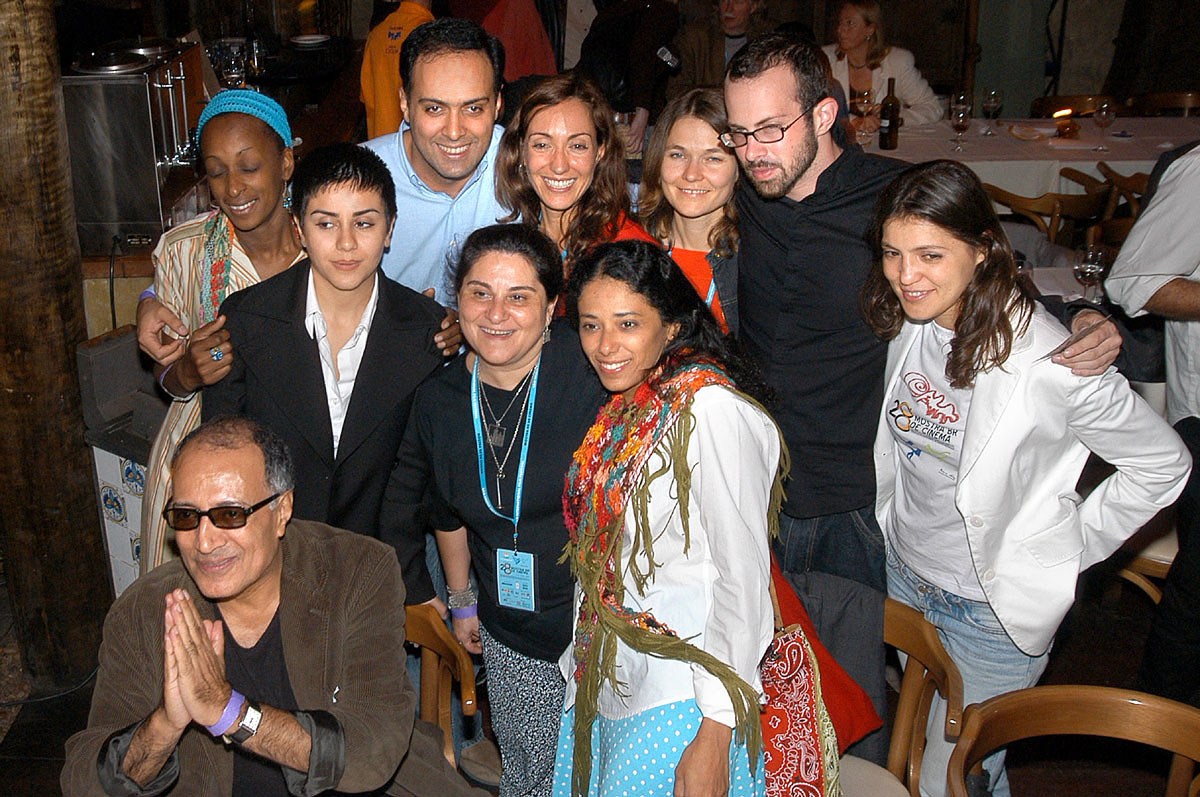
به همراه عباس کیارستمی در ۲۸مین جشنواره بین‌المللی فیلم سائو پائولو آبان ۱۳۸۳